# Essex Senior Football League 2011–12
Essex Senior Football League 2011–12 là mùa giải thứ 41 trong lịch sử Essex Senior Football League, một giải đấu bóng đá ở Anh. Witham Town hoàn tất cú ăn ba khi vô địch Essex Senior League, Challenge Cup và Gordon Brasted Memorial Trophy.

## Premier Division
Premier Division bao gồm 17 đội thi đấu mùa trước và 1 đội bóng mới:
- Sporting Bengal United, gia nhập từ Kent League Premier Division.
- Mauritius Sports, đổi tên thành Haringey & Waltham Development.

### Bảng xếp hạng
| XH | Đội                    | Tr | T  | H  | T  | BT  | BB | HS  | Đ    | Lên hay xuống hạng                                     |
| -- | ---------------------- | -- | -- | -- | -- | --- | -- | --- | ---- | ------------------------------------------------------ |
| 1  | Witham Town            | 34 | 25 | 7  | 2  | 114 | 25 | +89 | 82   | Lên chơi tạiIsthmian League Division One North 2012–13 |
| 2  | Southend Manor         | 34 | 23 | 6  | 5  | 72  | 32 | +40 | 75   |                                                        |
| 3  | Takeley                | 34 | 21 | 5  | 8  | 68  | 40 | +28 | 68   |                                                        |
| 4  | Burnham Ramblers       | 34 | 18 | 7  | 9  | 74  | 44 | +30 | 61   |                                                        |
| 5  | Barking                | 34 | 18 | 3  | 13 | 78  | 55 | +23 | 57   |                                                        |
| 6  | Enfield 1893           | 34 | 16 | 9  | 9  | 55  | 32 | +23 | 57   |                                                        |
| 7  | Barkingside            | 34 | 17 | 6  | 11 | 60  | 42 | +18 | 57   |                                                        |
| 8  | Sawbridgeworth Town    | 34 | 16 | 8  | 10 | 68  | 54 | +14 | 56   |                                                        |
| 9  | Bethnal Green United   | 34 | 15 | 6  | 13 | 53  | 53 | 0   | 51   |                                                        |
| 10 | Hullbridge Sports      | 34 | 11 | 10 | 13 | 63  | 66 | −3  | 43   |                                                        |
| 11 | Sporting Bengal United | 33 | 11 | 9  | 13 | 49  | 63 | −14 | 039* |                                                        |
| 12 | Eton Manor             | 34 | 10 | 7  | 17 | 44  | 85 | −41 | 37   |                                                        |
| 13 | Haringey & Waltham     | 34 | 9  | 9  | 16 | 58  | 69 | −11 | 36   |                                                        |
| 14 | London APSA            | 34 | 8  | 6  | 20 | 46  | 87 | −41 | 30   |                                                        |
| 15 | Bowers & Pitsea        | 34 | 6  | 9  | 19 | 47  | 77 | −30 | 025# |                                                        |
| 16 | Stansted               | 34 | 7  | 8  | 19 | 50  | 82 | −32 | 026* |                                                        |
| 17 | Clapton                | 34 | 6  | 8  | 20 | 35  | 78 | −43 | 26   |                                                        |
| 18 | Basildon United        | 33 | 3  | 7  | 23 | 42  | 92 | −50 | 16   |                                                        |

Nguồn: The FA website
Quy tắc xếp hạng: 1. Điểm; 2. Hiệu số bàn thắng; 3. Số bàn thắng.
(VĐ) = Vô địch; (XH) = Xuống hạng; (LH) = Lên hạng; (O) = Thắng trận Play-off; (A) = Lọt vào vòng sau. 
Chỉ được áp dụng khi mùa giải chưa kết thúc: 
(Q) = Lọt vào vòng đấu cụ thể của giải đấu đã nêu; (TQ) = Giành vé dự giải đấu, nhưng chưa tới vòng đấu đã nêu.

## Essex Senior League Challenge Cup

### Vòng sơ loại
Bethnal Green United 0-0, 2-2 (9-10 trong loạt sút luân lưu) Eton Manor

Enfield 1893 0-1, 0-0 Haringey & Waltham Development

### Vòng 1
Burnham Ramblers 1-2, 3-0 Hullbridge Sports

Clapton 0-0, 1-3 Basildon United

London APSA 1-3, 1-3 Takeley

Eton Manor 0-1, 3-5 Bowers & Pitsea

Haringey & Waltham Development 0-2, 1-4 Witham Town

Barkingside 3-2, 1-1 Sporting Bengal United

Stansted 2-0 Sawbridgeworth Town (Lượt về đội nhà thắng)

Barking 1-2, 5-3 Southend Manor

### Tứ kết
Burnham Ramblers 2-2, 3-0 Basildon United

Takeley 2-0, 2-1 Bowers & Pitsea

Witham Town 3-1, 4-2 Barkingside

Sawbridgeworth Town 1-0, 0-4 Barking

### Bán kết
Burnham Ramblers 4-0, 4-4 Takeley

Witham Town 2-1, 3-2 Barking

### Chung kết
Burnham Ramblers 1-2 Witham Town

## Gordon Brasted Memorial Trophy

### Vòng sơ loại
Sporting Bengal United 4-3 Eton Manor

Hullbridge Sports 2-1 Sawbridgeworth Town

### Vòng 1
Stansted 1-2 London APSA

Sporting Bengal United 2-0 Takeley

Clapton 1-2 Barkingside

Bowers & Pitsea 0-3 Southend Manor

Witham Town 3-1 Barking

Bethnal Green United 3-1 Enfield 1893

Basildon United 1-3 Hullbridge Sports

Haringey & Waltham Development 0-3 Burnham Ramblers

### Tứ kết
London APSA 1-0 Sporting Bengal United

Barkingside 1-4 Southend Manor

Witham Town 1-0 Bethnal Green United

Hullbridge Sports 1-2 Burnham Ramblers

### Bán kết
London APSA 2-3 Southend Manor

Witham Town 2-0 Burnham Ramblers

### Chung kết
Southend Manor 0-3 Witham Town
Bản mẫu:Bóng đá Anh 2011–12